# Mychajlo Zvaryč
Mychajlo Mykolajovyč Zvaryč (in ucraino Михайло Миколайович Зварич?; 23 novembre 1992) è un giocatore di calcio a 5 ucraino.

## Carriera
All'età di vent'anni Zvaryč viene tesserato dall'Uragan, che lo impiega per due stagioni nella seconda squadra. A partire dal campionato 2014-15 viene integrato stabilmente nella prima squadra, con cui debutta nella prima divisione ucraina. Nel giugno del 2018 si trasferisce al Prodeksim con cui vince i suoi primi trofei nazionali e debutta in UEFA Futsal Champions League. Con la nazionale maggiore ha preso parte al campionato europeo 2022 e alla Coppa del Mondo 2024.

## Palmarès
- Campionato ucraino: 2
Prodeksim: 2018-19, 2019-20
- Coppa d'Ucraina: 1
Prodeksim: 2020-21
- Supercoppa ucraina: 1
Prodeksim: 2021